# Kap Trafalgar
Koordinaten: 36° 10′ 57″ N, 6° 1′ 58″ W
Das Kap Trafalgar (spanisch, portugiesisch Cabo Trafalgar; lateinisch Promontorium Iunonis; arabisch رأْس الطرف الأَغر, DMG raʾs aṭ-ṭaraf al-ʾaġar, vermutlich von رأْس الطرف الغرب, DMG raʾs aṭ-ṭaraf al-ġarb ‚Kap des Westens‘) liegt im Süden der andalusischen Provinz Cádiz (Spanien), etwa 40 km südöstlich der Provinzhauptstadt Cádiz, am nordwestlichen Ende der Straße von Gibraltar. Die Erhebung an der Landspitze, der Tómbolo de Trafalgar, ist als nationales spanisches Monument geschützt.

## Geographie

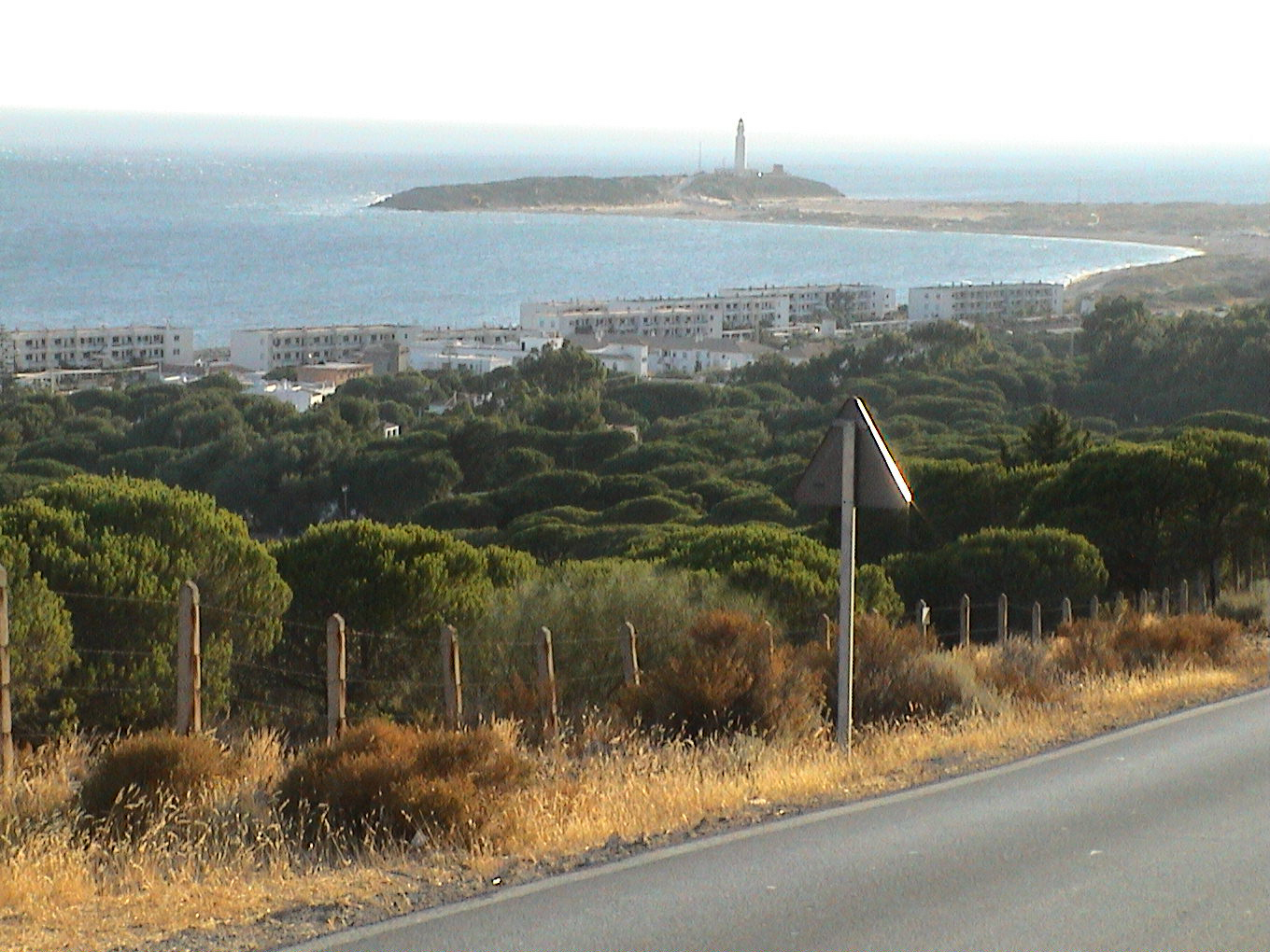
Blick über Los Caños de Meca zum Kap Trafalgar

Die Landspitze besteht aus einer festen Erhebung von mehr als 6 m Höhe, 400 m Länge in Ost-West-Richtung und 400 m Breite. Dahinter befinden sich Sandstrände, Dünen und eine flache, häufig trocken fallende Lagune.
Direkt westlich beziehungsweise östlich des Kaps liegen die Orte Zahora und Los Caños de Meca, in der näheren Umgebung Vejer de la Frontera, Conil de la Frontera und Barbate.

## Geologie

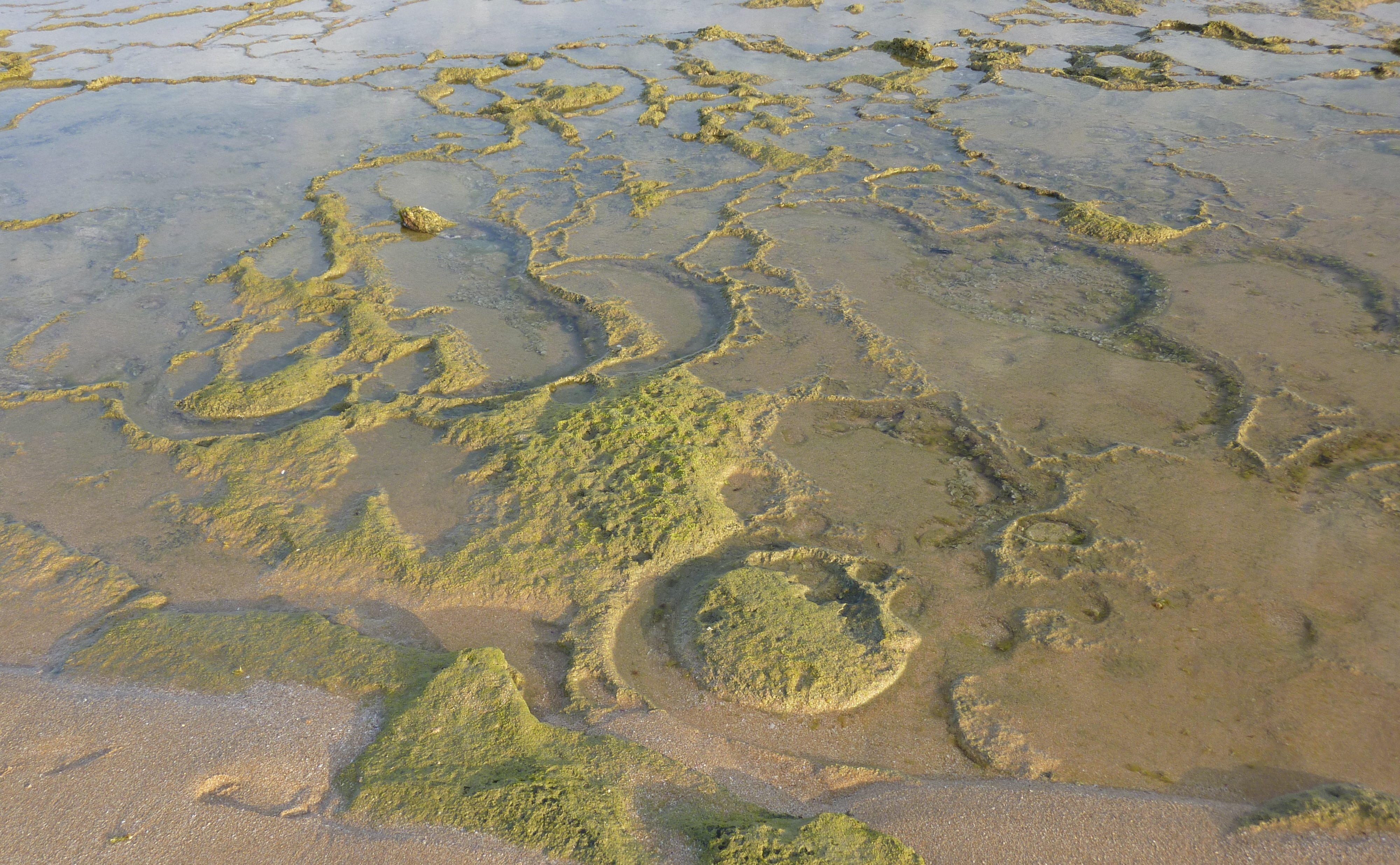
Marmitas

Das feste Material der Erhebung besteht zum einen aus geologisch jungem Sandstein mit reichlich Beimengung von Kalk aus den Gehäusen von Muscheln und Schnecken. Dieses Material ist 100.000 Jahre alt und älter. Hinzu kommt Schluff mit einem Alter von 90.000 Jahren und jünger.
Als mit dem Abklingen der letzten Eiszeit vor 16.000 bis 6.500 Jahren der Meeresspiegel anstieg, wurde der Hügel zunächst zu einer kleinen, dem Festland vorgelagerten Insel. Ablandige Wasserströmungen beiderseits der Insel lagerten dann im Lauf der Zeit die Sandbank ab, die sie nun mit dem Festland verbindet.
Das Meer schuf auch die Strukturen im Felsmaterial, die am Kap Trafalgar, wie an vielen anderen Stellen der spanischen Küste, zu beobachten sind:
- Salziges Wasser dringt in das poröse Gestein ein, dabei kristallisieren Salzkörnchen aus. Sie üben einen Druck auf das umgebende Gestein aus und sorgen für die Bildung von Rissen. Werden die Kristalle wieder ausgewaschen entstehen weitere kleine Hohlräume. Diese fördern die Erosion und es entsteht die typische, schwammig-raue Feinstruktur der Felsoberfläche.
- Auf der flachen Felsplatte, die dem Hügel vorgelagert ist, sorgen die Gezeiten durch Wasserwirbel zur Bildung von topfartigen Vertiefungen, so genannten Marmitas. Ein Teil dieser Vertiefungen, erkennbar an der besonders gleichmäßigen Rundung des Rands, wurde allerdings von Menschenhand verursacht. Für die Herstellung von Säulen wurde Material aus dem Felsen herausgearbeitet.

## Geschichte

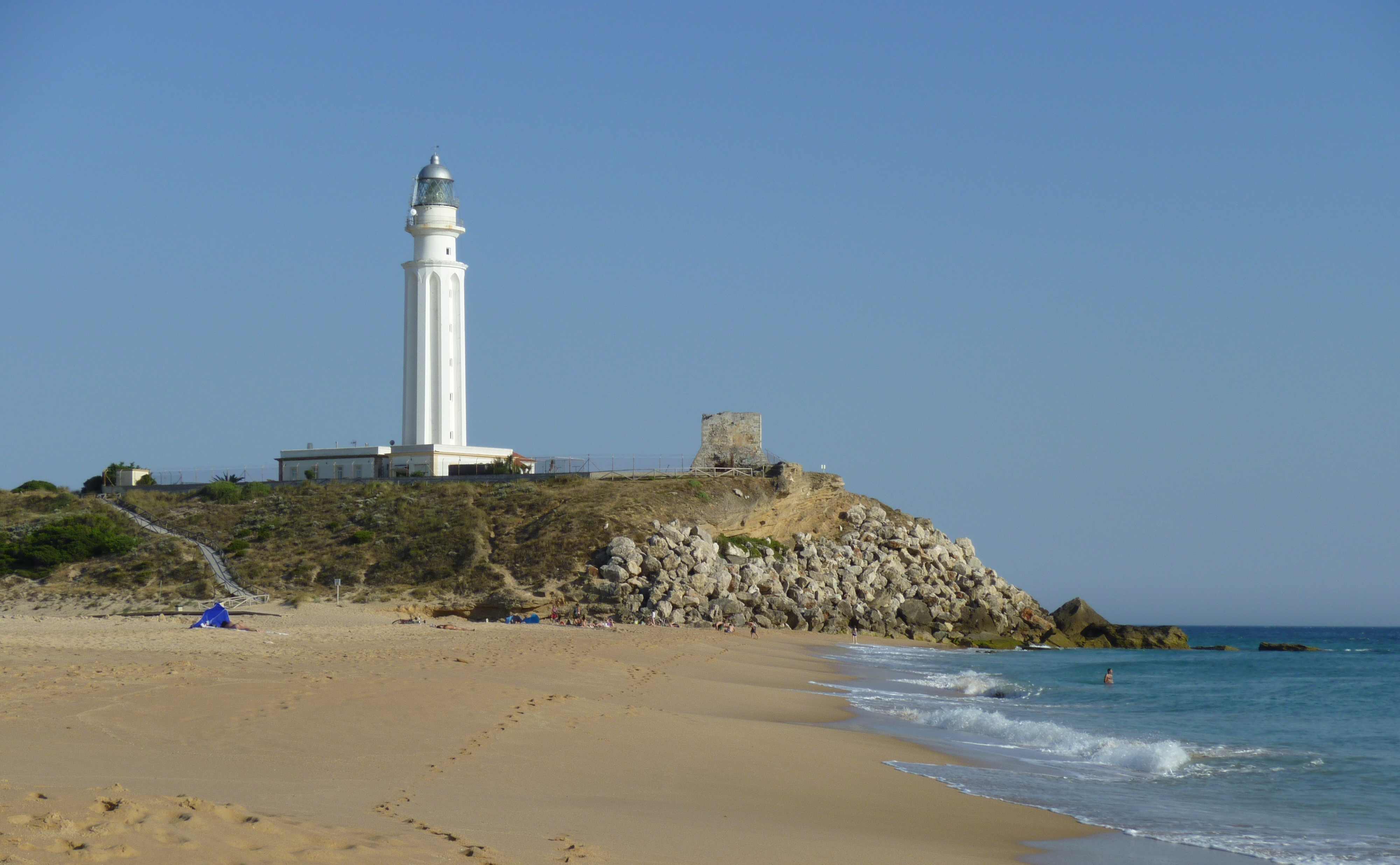
Leuchtturm und maurischer Wachtturm

Am Kap wurden die Überreste einer maurisch-spanischen Siedlung sowie einer Fisch-Konservierungswerkstatt und eines Juno-Tempels aus römischer Zeit entdeckt.
Im Mai 2021 gab die Universität Cádiz zudem die Entdeckung römischer Thermen in außergewöhnlich guter Erhaltung an.
An der Spitze des Kaps befindet sich die Ruine eines arabischen Leucht- und Beobachtungsturms (Almenara). Er war Bestandteil einer ganzen Kette von Türmen in diesem Küstenabschnitt, die auf das 13. Jahrhundert zurückgehen.
Berühmt geworden ist das Kap durch die Schlacht von Trafalgar am 21. Oktober 1805, bei der die britische Flotte unter Admiral Nelson die vereinigte spanisch-französische Flotte vernichtete und Nelson den Tod fand. Im Gedenken an dieses Ereignis wurde der Trafalgar Square in London benannt.
1860 wurde auf der Erhebung ein 34 m hoher Leuchtturm errichtet.

## Tourismus

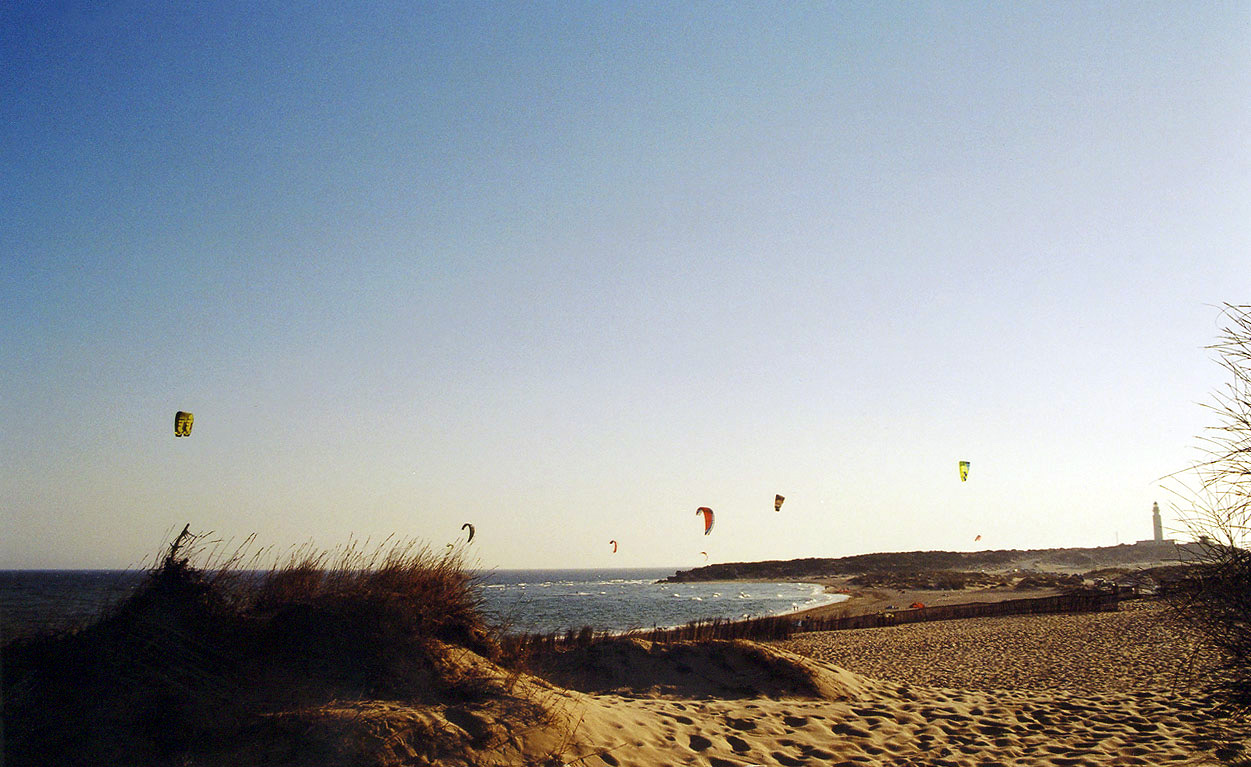
Kitesurfer am Kap

Kap Trafalgar ist ein beliebtes Ausflugs- und Urlaubsziel. Starke Winde an der Costa de la Luz begünstigen das Kitesurfen.